# هلشي
هلشي (بالفارسية: هلشی) هي مدينة تقع في إيران في Firuzabad District. يقدر عدد سكانها بـ 457 نسمة .